# Confiteor
Confiteor (latin: Jag bekänner) är det latinska namnet på en i det romersk-katolska missalet föreskriven formel för den offentliga syndabekännelsen. Den kan läsas eller sjungas, under mässa, under sakramenten eller vid enskild andakt. Från Confiteor kommer den latinska frasen Mea culpa (min skuld). 
Syndabekännelsen uppläses vid början av varje mässa, vid utdelning av nattvarden utom mässan, vid generalabsolution och sista smörjelsen med fler kyrkliga handlingar. Den äldre formuleringen av Confiteor kan följas tillbaka till 700-talet och fick sin fasta form genom Pius V:s romerska missale, den så kallade tridentinska riten från 1570. Det förekommer dock flera mindre variationer av formuleringen av det äldre Confiteor, i de olika ordensriterna. 
I bönen erkänner individen sin skuld inför Gud: mea culpa, mea culpa, mea maxima culpa – min skuld, min skuld, min mycket stora skuld. Ordstävet förekommer utbrett även utanför religiösa sammanhang, när någon erkänner fel eller misstag. Under mässa brukar troende slå sig tre gånger på bröstet medan Mea culpa uttalas.

## Äldre versionen
Denna, äldre, formulering av Confiteor, används i 1962 års romerska mässordning:
| Latin |  | Svensk översättning*) |
| --- |  | --- |
| Confiteor Deo omnipotenti, beatæ Mariæ semper Virgini, beato Michaeli Archangelo, beato Iohanni Baptistæ, sanctis Apostolis Petro et Paulo, omnibus Sanctis, et vos, fratres (et tibi, pater): quia peccavi nimis cogitatione, verbo et opere: mea culpa, mea culpa, mea maxima culpa. Ideo precor beatam Mariam semper Virginem, beatum Michaelem Archangelum, beatum Iohannem Baptistam, sanctos Apostolos Petrum et Paulum, omnes Sanctos, et vobis, fratres (et te, pater), orare pro me ad Dominum Deum nostrum |  | Jag bekänner inför Gud allsmäktig, den saliga ständiga jungfrun Maria, den salige ärkeängeln Mikael, den salige Johannes Döparen, de heliga apostlarna Petrus och Paulus, alla helgon, och er, bröder (och dig, fader), att jag har syndat i tankar, ord och gärningar. (Detta är) min skuld, min skuld, min stora skuld, Därför ber jag den saliga ständiga jungfrun Maria, den salige ärkeängeln Mikael, den salige Johannes Döparen, de heliga apostlarna Petrus och Paulus, alla helgon, och er, bröder (och dig, fader), att bedja för mig till Herren, vår Gud. |

*)Observera dock att officiell översättning saknas, då detta Confiteor alltid lästes på latin.

## Nyare versionen
Denna, nyare, formulering av Confiteor, används i 1969 års romerska mässordning:
| Latin |  |  | Officiell Översättning | Ordagrann översättning (med skillnader i fetstil) |
| --- |  |  | --- | --- |
| Confiteor Deo omnipotenti et vobis, fratres, quia peccavi nimis cogitatione, verbo, opere, et omissióne: mea culpa, mea culpa, mea maxima culpa. Ideo precor beatam Mariam semper Vírginem, omnes Angelos et Sanctos, et vos, fratres, orare pro me ad Dominum Deum nostrum. |  |  | Jag bekänner inför Gud allsmäktig och er, mina bröder och systrar, att jag har syndat i tankar och ord, gärningar och underlåtelse, genom min skuld, min skuld, min egen stora skuld. Därför ber jag den saliga, alltid rena jungfrun Maria, alla änglar och helgon, och er, mina bröder och systrar, att be för mig till Herren, vår Gud. | Jag bekänner inför Gud allsmäktig och er, bröder, att jag har syndat mycket i tanke, ord, gärning och underlåtelse: genom min skuld, min skuld, min mycket stora skuld. Därför ber jag den saliga, ständiga jungfrun Maria, alla änglar och helgon, och er, bröder, att be för mig till Herren, vår Gud. |

## Skillnader
Jämförelse mellan den äldre och den nya versionen, med skillnader markerade i fetstil:
| Äldre formulering |  | Ny formulering |
| --- |  | --- |
| Confiteor Deo omnipotenti, beatæ Mariæ semper Virgini, beato Michaeli Archangelo, beato Iohanni Baptistæ, sanctis Apostolis Petro et Paulo, omnibus Sanctis, et vobis, fratres (et tibi, pater): quia peccavi nimis cogitatione, verbo et opere: mea culpa, mea culpa, mea maxima culpa. Ideo precor beatam Mariam semper Virginem, beatum Michaelem Archangelum, beatum Iohannem Baptistam, sanctos Apostolos Petrum et Paulum, omnes Sanctos, et vos, fratres (et te, pater), orare pro me ad Dominum Deum nostrum |  | Confiteor Deo omnipotenti et vobis, fratres, quia peccavi nimis cogitatione, verbo, opere, et omissióne: mea culpa, mea culpa, mea maxima culpa. Ideo precor beatam Mariam semper Vírginem, omnes Angelos et Sanctos, et vos, fratres, orare pro me ad Dominum Deum nostrum. |